# Ǵoko Zajkow
Ǵoko Zajkow (mac. Ѓоко Зајков; ur. 10 lutego 1995 w Skopju) – macedoński piłkarz grający na pozycji obrońca. Od 2021 jest zawodnikiem klubu Lewski Sofia.

## Kariera piłkarska
Zajkow jest wychowankiem klubu FK Rabotniczki. Zadebiutował w pierwszym składzie w 2012 r.
23 czerwca 2014 roku podpisał kontrakt ze Stade Rennais. W 2015 trafił do Royal Charleroi, a w 2021 do Lewskiego Sofia.
| Sezon   | Klub             | Kraj               | Rozgrywki       | Mecze | Bramki | Rozgrywki Europy | Mecze | Bramki |
| ------- | ---------------- | ------------------ | --------------- | ----- | ------ | ---------------- | ----- | ------ |
| 2011/12 | FK Rabotniczki   | Macedonia Północna | Prwa liga       | 4     | 0      | -                | -     | -      |
| 2012/13 | FK Rabotniczki   | Macedonia Północna | Prwa liga       | 18    | 2      | -                | -     | -      |
| 2013/14 | FK Rabotniczki   | Macedonia Północna | Prwa liga       | 22    | 1      | -                | -     | -      |
| 2014/15 | Stade Rennais FC | Francja            | Ligue 1         | 0     | 0      | -                | -     | -      |
| 2015/16 | Royal Charleroi  | Belgia             | Eerste klasse A | 7     | 0      | -                | -     | -      |
| 2016/17 | Royal Charleroi  | Belgia             | Eerste klasse A | 1     | 0      | -                | -     | -      |
| 2017/18 | Royal Charleroi  | Belgia             | Eerste klasse A | 11    | 0      | -                | -     | -      |
| 2018/19 | Royal Charleroi  | Belgia             | Eerste klasse A | 10    | 0      | -                | -     | -      |
| 2019/20 | Royal Charleroi  | Belgia             | Eerste klasse A | 1     | 0      | -                | -     | -      |
| 2020/21 | Royal Charleroi  | Belgia             | Eerste klasse A | 0     | 0      | Liga Europy UEFA | 0     | 0      |

'Stan na: koniec sezonu 2020/2021

## Sukcesy
- Mistrz Macedonii: 2013–2014